# 印第安斯普林斯 (喬治亞州)
印第安斯普林斯（英語：Indian Springs）是一個位於美國喬治亞州卡圖薩縣的城市。

## 地理
印第安斯普林斯的座標為34°57′39″N 85°09′50″W / 34.96083°N 85.16389°W，而該地的平均海拔高度為219米（即719英尺）。

## 人口
根據2010年美國人口普查的數據，印第安斯普林斯的面積為6.70平方千米，當中陸地面積為6.70平方千米，而水域面積為0.00平方千米。當地共有人口2241人，而人口密度為每平方千米334人。